# Khỉ rú Coiben
Khỉ rú Coiben, danh pháp hai phần là Alouatta coibensis, là một loài động vật có vú trong họ Atelidae, bộ Linh trưởng. Loài này được Thomas mô tả năm 1902.